# Phelsuma breviceps
Phelsuma breviceps är en ödleart som beskrevs av  Oskar Boettger 1894. Phelsuma breviceps ingår i släktet Phelsuma och familjen geckoödlor. IUCN kategoriserar arten globalt som sårbar. Inga underarter finns listade i Catalogue of Life.